# Tempête tropicale Domoina
La tempête tropicale Domoina est le quatrième système tropical ayant reçu un nom lors de la saison cyclonique 1984 dans le sud-ouest de l'océan Indien. Il s'est développé le 16 janvier au-nord-est de la côte de Madagascar. À cause d'une crête barométrique au nord, le système s'est déplacé d'abord franc ouest puis vers le sud-ouest. Le 19 janvier, il est devenu une tempête tropicale et a frappé Madagascar le 21. Il s'agissait du troisième système à toucher la nation en six semaines. Traversant l'île, il débouche sur le canal du Mozambique où il reprend en intensité et ses vents soutenus sur 10 minutes atteignent 95 km/h. Le 28 janvier, Domoina touche la côte dans le sud du Mozambique et faiblit en entrant dans les terres. Il traverse ensuite le Swaziland et l'est de l'Afrique du Sud pour se dissiper le 2 février.
À Madagascar, les dommages de la tempête s'ajoutent aux deux précédentes pour donner un total de 42 morts et 25 millions $US (1984) pour les trois. Au Mozambique, au Swaziland et en Afrique du Sud, 124 personnes perdent la vie et des inondations centennales. À Maputo, la capitale du Mozambique, il tombe ainsi 40 % du total annuel et les pluies intenses amenées par le cyclone déclenchèrent une crue de la rivière Mfolozi, en Afrique du Sud, dont le débit monta jusqu'à 16 700 m3/s.
Des dégâts matériels importants sont également rapportés : pertes de 50 % des récoltes au Mozambique, dommages ou destruction de plus de 100 ponts au Swaziland, les travaux pour la construction d'un canal devant relier la rivière Mfolozi à la localité de St Lucia furent réduits à néant par les inondations en Afrique du Sud,. 